# Smith (cráter)

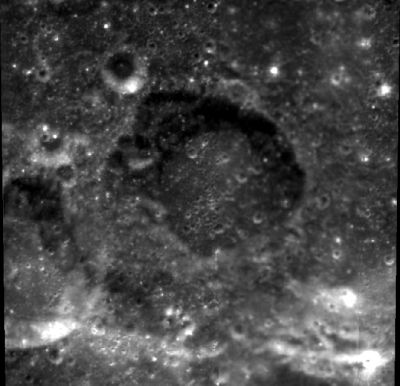
Fotografía de la misión Clementine (1994)

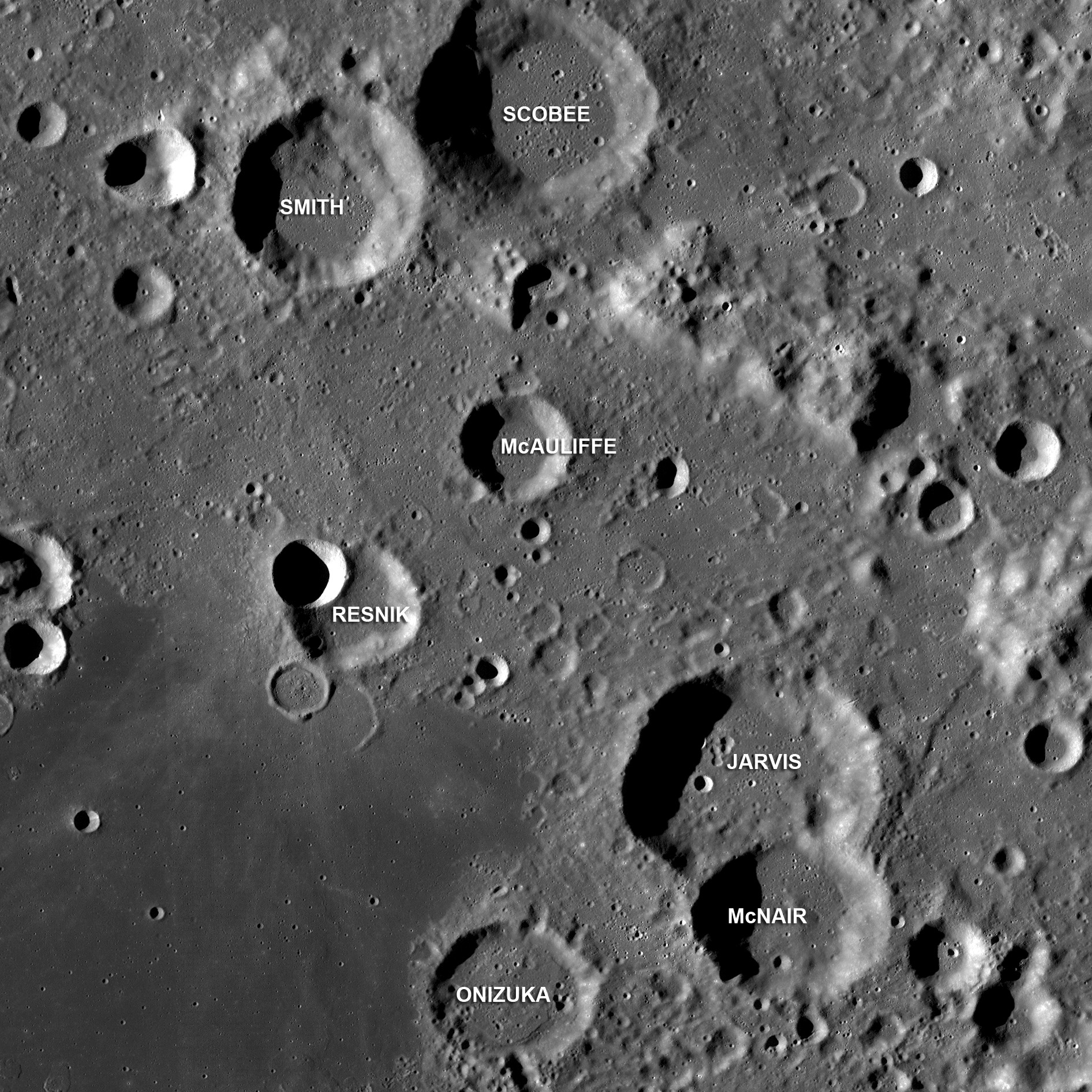
Entorno de Smith. Fotografía de la misión LRO

Smith es un cráter de impacto que se encuentra dentro de la enorme llanura murada del cráter Apolo, en la cara oculta de la Luna. Este cráter está unido al borde exterior oeste-suroeste de Scobee y supera el borde norte del anillo interior de montañas situado dentro de Apolo. Al norte se encuentra Barringer.
|  |

Este cráter es aproximadamente circular y en forma de cuenco, con un borde exterior ligeramente desgastado.
En la parte norte del cráter se encuentran algunas acúmulos de rocas en la base de la pared interior. El suelo interior es carece relativamente de rasgos distintivos, con una pequeña colina en el punto medio del cráter.